# RANBP9
Ran-binding protein 9 è una proteina codificata nell'uomo dal gene RANBP9.

## Funzione
Questo gene codifica una proteina che lega RAN, una piccola proteina che lega GTP appartenente alla superfamiglia RAS; è essenziale per la traslocazione dell'RNA e delle proteine attraverso il complesso del poro nucleare.

## Interazioni
La proteina codificata da questo gene ha anche dimostrato una certa interazione con molte altre proteine, incluso c-Met, HIPK2, recettore androgeno (AR) e CDK11.